# Acronyches maya
Acronyches maya är en tvåvingeart som beskrevs av Martin 1968. Acronyches maya ingår i släktet Acronyches och familjen rovflugor. Inga underarter finns listade i Catalogue of Life.